# سیروس شاندرمنی
سیروس خشایار با نام هنری سیروس شاندرمنی (زاده ۱۳۱۰ ،بندر انزلی) بازیگر سینما اهل ایران بود.

## فیلمشناخت
1. غیرت (۱۳۵۵)
2. هدف (۱۳۵۴)
3. قفس (۱۳۵۳)
4. دختر فالگیر (۱۳۵۰ ناتمام)
5. خشم عقاب‌ها (۱۳۴۹)
6. کوچه مردها (۱۳۴۹)
7. بسترهای جداگانه (۱۳۴۷)
8. تک‌تازان صحرا (۱۳۴۷)
9. دشت سرخ (۱۳۴۷)
10. سکه دورو (۱۳۴۷)
11. شاهراه زندگی (۱۳۴۷)
12. آقا دزده (۱۳۴۵)
13. قضا و قدر (۱۳۴۶ ناتمام)
14. هاشم‌خان (۱۳۴۵)
15. پاسداران دریا (۱۳۴۴)
16. گنج قارون (۱۳۴۴)
17. نبرد غول‌ها (۱۳۴۴)
18. بن‌بست (۱۳۴۳)
19. فرار از قانون (۱۳۳۸ نیمه تمام)
20. دلهره(1341)